# Орнитоптера голиаф

Ornithoptera goliath samson - ♀

Орнитоптера голиаф (лат. Ornithoptera goliath) — крупная дневная бабочка семейства Парусники.

## Описание
Размах крыльев самцов до 200 мм, самок до 220 мм. Окраска самцов складывается из 3 основных цветов — зелёного, жёлтого, чёрного. Окраска самок — буро-коричневая, со светлыми пятнами, нижние крылья с серо-жёлтой широкой каймой

## Ареал
Молуккские острова, от острова Серам, до острова Гуденоу, у юго-восточного побережья Новой Гвинеи.

## Подвиды
- ssp. procus (Rothschild, 1914)
- ssp. goliath (Oberthür, 1888))
- ssp. ukihidei (Hanafusa, 1994)
- ssp. samson (Niepelt, 1913)
- ssp. atlas (Rothschild, 1908)
- ssp. supremus (Röber, 1896)
- ssp. elisabethae-reginae (Horváth & Mocsáry, 1899)
- ssp. titan (Grose-Smith, 1900
- ssp. huebneri (Rumbucher, 1973)

Самцы различных подвидов отличаются главным образом цветом прикраевых пятен на задних крыльях.
У подвидов atlas и procus эти пятна зелёные, у titan — чёрные.

## Замечания по охране
Занесен в перечень чешуекрылых, экспорт, реэкспорт и импорт которых регулируется в соответствии с Конвенцией о международной торговле видами дикой фауны и флоры, находящимися под угрозой исчезновения (СИТЕС).